# Riad Chehbour
Riad Chehbour, né le 28 juillet 1985 à Alger, est un handballeur algérien. Son frère, Omar Chehbour, joue aussi au MC Alger. Depuis 2005, il est sélectionné en équipe nationale.

## Palmarès

### En club
Compétitions internationales
- Vainqueur de la Ligue des champions d'Afrique en 2003, 2004, 2005, 2006, 2008, 2009.
  - Finaliste : 1985, 2010.
- Vainqueur de la Supercoupe d'Afrique en 2004, 2005, 2006.
- troisième de la Coupe du monde des clubs en (2007) avec le MC Alger/GS pétroliers

Compétitions nationales
- Vainqueur du Championnat d'Algérie en 2003, 2005, 2006, 2007, 2008, 2009, 2010, 2011, 2014, 2016, 2017, 2018
- Vainqueur de la Coupe d'Algérie en 2003, 2004, 2005, 2006, 2007, 2008, 2009, 2010, 2011.2012,  2013, 2014, 2017, 2019
- Vainqueur de la Supercoupe d'Algérie en 2016, 2018

### avec l'Équipe d'Algérie
Championnat du monde de handball
- 19e place au championnat du monde 2009 ( Croatie)
- 17e place au championnat du monde 2013 ( Espagne)
- 24e place au championnat du monde 2015 ( Qatar)
- 22e place au Championnat du monde 2021 ( Égypte)

Championnat d'Afrique
- Médaille de bronze au championnat d'Afrique 2008 ( Angola)
- Médaille de bronze au championnat d'Afrique 2010 ( Égypte)
- Médaille d'argent au championnat d'Afrique 2012 ( Maroc)
- Médaille d'or au championnat d'Afrique 2014 ( Algérie)
- 6e place au Championnat d'Afrique 2018 ( Gabon)
- Médaille de bronze au Championnat d'Afrique  2020 ( Tunisie)

Autres
- Médaille de bronze  aux Jeux africains de 2011

### Distinctions individuelles
- élu meilleur ailier gauche du Championnat d'Afrique 2012
- élu meilleur ailier gauche du championnat d'Afrique 2014